# ブッシュ・メモリアル・スタジアム
ブッシュ・スタジアムII（Busch Stadium II）は、ミズーリ州セントルイスにかつてあった、野球とアメフトの兼用スタジアム（1996年より野球専用球場）。MLBセントルイス・カージナルスが閉場まで、NFLセントルイス・カージナルス（現：アリゾナ・カージナルス）が1987年まで、セントルイス・ラムズが1995年のシーズンのうちの4試合のみ、ここを本拠地球場にしていた。

## 概要
バドワイザーで有名なアンハイザー・ブッシュの最高経営責任者兼会長であり、MLBカージナルスのオーナーでもあるオーガスト・アンハイザー・ブッシュがセントルイス市に新球場の建設を働きかけ、ダウンタウン再開発計画のランドマークを求めていた市と思惑が一致したため建設が決まった。ブッシュは球場建設費のうち500万ドルを供出した。（アメリカ大統領ブッシュ親子とは関係がない。）
球場のデザインは、アメフト兼用野球場として当時の最先端である1階席を移動式にした円形型となった。しかし、円形のスタジアムは後にクッキーカッター（w:en:Cookie cutter stadium＝画一的、どれも見た目が一緒）としてファンから嫌われることとなる。そのことを見越してか、最上部の席をぐるりと囲むアーチを連ねた屋根が設置された。セントルイスのシンボルゲートウェイ・アーチのデザインを取り入れることによって、他の球場との差別化を図ったのである。
1970年には、フィールドも天然芝から人工芝になった。
1993年に洪水が発生し、球場も被害を受けた。そのため改修を施し、1階席を固定した。95年にラムズが4試合をここで戦ったあと新球場トランスワールド・ドーム（現：ドーム・アット・アメリカズ・センター）に移転すると野球専用球場となり、1996年シーズンからフィールドにも天然芝が復活した。
しかし、球場の老朽化のため2005年シーズン限りで閉場。以前駐車場があった敷地に新しいブッシュ・スタジアムの南側半分が既に完成しており、新球場の北側半分をシーズン前に完成させるため同年11月7日には解体工事が始まり、今は跡形もなくなっている。

## 主要な出来事

### 野球
- 1966年5月12日、ブレーブス戦で開場。
- 1966年7月12日、オールスターゲーム開催（ナ 2x - 1 ア）。
- 1974年7月17日、ボブ・ギブソンが通算3000奪三振を達成した。
- 1979年8月13日、ルー・ブロックが通算3000安打を達成した。
- 1983年9月23日、スティーブ・カールトンが通算300勝を達成した。
- 1998年9月8日、マーク・マグワイアがシーズン62本塁打のメジャー新記録を達成。その後も記録を伸ばし、9月27日のシーズン最終戦で69、70号を放った。
- 1999年8月5日、マーク・マグワイアが通算500本塁打を達成した。
- 2004年6月20日、レッズのケン・グリフィー・ジュニアが通算500本塁打を達成した。
- ワールドシリーズ開催：1967年、1968年、1982年、1985年、1987年、2004年
  - 2004年のワールドシリーズではレッドソックスが4勝0敗でカージナルスを下し86年ぶりの世界一。バンビーノの呪いから解放された。

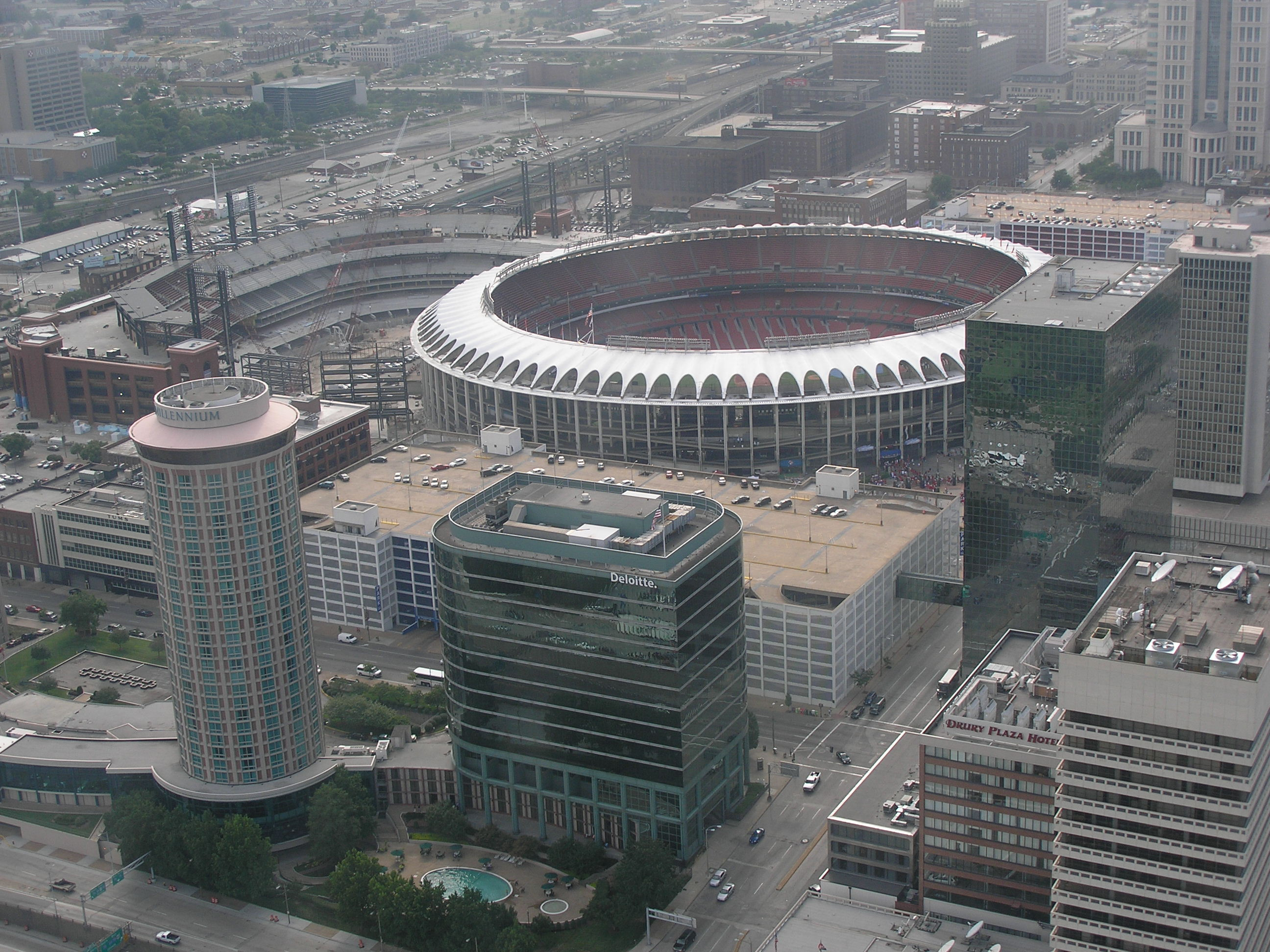
ブッシュ・スタジアムII（右）と、建設が進むブッシュ・スタジアムIII

- 2005年10月19日、アストロズとのリーグ優勝決定戦第6戦に 1 - 5 で敗れ、2勝4敗で敗退が決定。カージナルスの2005年シーズンが終了し、この球場のラストゲームとなった。

| 前本拠地： スポーツマンズ・パーク 1920 - 1966 | MLBセントルイス・カージナルスの本拠地 1966 - 2005 | 次本拠地： ブッシュ・スタジアム 2006 - 現在           |
| 前本拠地： スポーツマンズ・パーク 1960 - 1965 | NFLセントルイス・カージナルスの本拠地 1966 - 1987 | 次本拠地： サン・デビル・スタジアム 1988 - 2005       |
| 前本拠地： アナハイム・スタジアム 1980 - 1994 | セントルイス・ラムズの本拠地 1995 - (4試合のみ）  | 次本拠地： エドワード・ジョーンズ・ドーム 1995 - 2015 |